# Jorge Rodríguez (Politiker)

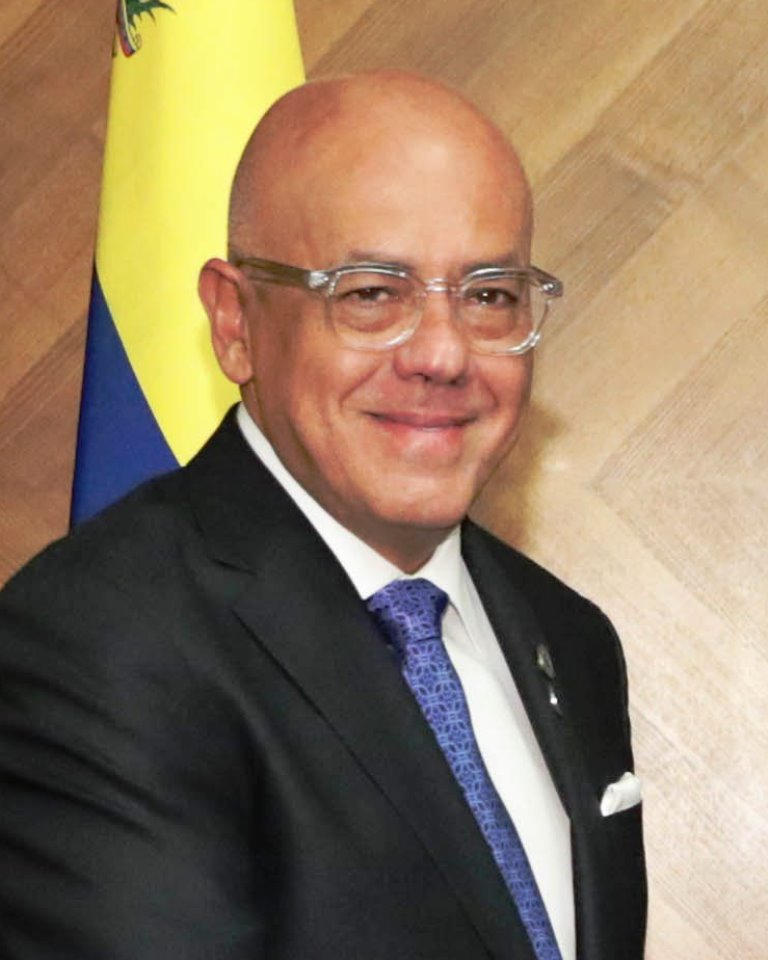
Jorge Rodríguez, 2023

Jorge Jesús Rodríguez Gómez (*  9. November 1965 in Barquisimeto, Venezuela) ist ein venezolanischer Psychiater und  Politiker. Aktuell ist Jorge Rodríguez Venezuelas Minister für Kommunikation und Information. Bereits in der Regierung von Chávez war er ab 2007 für ein Jahr Vizepräsident von Venezuela.
Er ist der Bruder von Delcy Rodríguez, der derzeitigen Vizepräsidentin von Venezuela und Sohn von Jorge Antonio Rodríguez, dem Mitbegründer und Generalsekretär der "Sozialistische Liga", einer Partei die später in die heutige sozialistische Regierungspartei PSUV aufging. 1976, als Jorge zehn Jahre alt war, wurde sein Vater in einem venezolanischen Gefängnis zu Tode gefoltert. Jorge Rodríguez studierte Medizin an der Universidad Central de Venezuela in Caracas und spezialisierte sich auf Psychiatrie an derselben Universität. Im Anschluss absolvierte er ein Aufbaustudium in klinischer Psychologie.
Bevor er im Januar 2007 Vizepräsident von Venezuela wurde, war er Präsident der Nationalen Wahlbehörde (CNE).
Am 5. Januar 2020 wurde er von der neuen Nationalversammlung Venezuelas zum Parlamentspräsidenten gewählt.